# Tautologie (Sprache)
Tautologie (von altgriechisch ταὐτό = τὸ αὐτό to autó „dasselbe“ sowie λόγος lógos „Sprechen, Rede“) bezeichnet in der Stilistik und Rhetorik eine rhetorische Figur der inhaltlichen Wiederholung, also einer semantischen Redundanz. Ein Gegenbegriff zur Tautologie ist das Oxymoron. Bewusste Tautologien werden in sogenannten „Zwillingsformeln“ geprägt.
Ein verwandter Begriff ist der Pleonasmus. Die Ausdrücke „Tautologie“ und „Pleonasmus“ werden teils synonym, teils in unterschiedlicher Bedeutung verwendet. Die Abgrenzung hängt weitgehend von terminologischen Entscheidungen ab und ist dem jeweiligen Zusammenhang (Kontext) zu entnehmen.

## Sprachliche Verwendung
„Tautologie“ kann zum einen bedeuten, dass dasselbe (dieselbe Sache, derselbe Sachverhalt) mit einem sinngleichen oder sinnverwandten Ausdruck noch einmal gesagt wird.
- Beispiele: „bereits schon“, „still und leise“, „voll und ganz“, „nie und nimmer“,[3] „[…] diente so auf diese Weise einer Ameise als Speise“.[4]

Tautologie in diesem Sinne einer „Wiedergabe des gleichen Sachverhaltes durch mehrere Synonyme“ dürfte dabei der Regelfall sein.
Zum anderen ist es aber auch möglich, dass in einem Satz bewusst derselbe Ausdruck verwendet wird.
- Beispiele: „Spiel ist Spiel“, „Krieg ist Krieg“, „Geschäft ist Geschäft“
- Beispiel: „Die Rose ist eine Rose ist eine Rose“

Einen Sonderfall stellt das Sprichwort „Dienst ist Dienst, und Schnaps ist Schnaps“ dar. Hierbei werden zwei Tautologien verwendet, um die Gesamtbedeutung darzustellen, nämlich die Auffassung, dass Arbeit und Privatleben möglichst getrennt bleiben sollten. Insofern stellt das Sprichwort ein aus zwei Tautologien bestehendes Hendiadyoin dar.
Was auf den ersten Blick wie eine simple Tautologie (im logischen Sinn) aussieht – und mitunter auch auf einem Versprecher beruht – kann, eingesetzt als stilistisches oder rhetorisches Mittel, der Verstärkung und Hervorhebung der Bedeutung (Emphase) dienen. Man spricht dann auch von scheinbaren Tautologien.

### Tautologie und Pleonasmus
In der Rhetorik werden normalerweise auch Wendungen als Tautologien bezeichnet, in denen einem Substantiv ein Adjektiv beigefügt wird, dessen Bedeutung schon im Substantiv enthalten ist. Der Ausdruck „weißer Schimmel“ ist das klassische Schulbeispiel für einen Pleonasmus. Weitere Beispiele sind „schwarzer Rappe“, „alter Greis“, „jüdische Synagoge“ und „tote Leiche“.
In einer anderen terminologischen Tradition werden solche Wendungen als Pleonasmen bezeichnet und von Tautologien wie folgt abgegrenzt: Tautologien sind gleichbedeutende Wörter derselben Wortart, also Wortpaare wie „angst und bange“, „ganz und gar“, „immer und ewig“, „nie und nimmer“ usw. Entsprechend sind Ausdrücke wie „tote Leiche“ oder „vorläufiges Provisorium“ keine Tautologien, sondern Pleonasmen. Ähnlich unterscheidet man, wenn man nicht auf die Identität der Wortart, sondern auf eine Unter- bzw. Überordnung (dann Pleonasmus) oder Beiordnung (dann Tautologie) abstellt.
Von solchen Beispielen ausgehend werden „Tautologie“ und „Pleonasmus“ auch stilistisch wertend unterschieden: Die Tautologie ist dann eine „Verdopplung zum Zwecke der rhetorischen Verstärkung“, der Pleonasmus hingegen eine „überflüssige Häufung, die zum Teil als abweichend empfunden wird“. Tautologien im Sinne „gleichbedeutender Wörter derselben Wortart“ („angst und bange“ etc.) „gelten als rhetorische Stilmittel und sind daher über jede sprachliche Kritik erhaben.“ Es lässt sich allerdings kein fester Sprachgebrauch ausmachen, welche Bezeichnung für welchen der beiden Fälle zu gelten hat.

### Lexikalisierte  Tautologien
Die stilistische Unbedenklichkeit von Tautologien hat aber Grenzen. Oft gehen Tautologien auf nicht verstandene Begriffe oder Fremdwörter zurück: „die La-Ola-Welle“, „der Guerillakrieg“, „der Düsenjet“, „die Salsa-Sauce“, „der Überziehpullover“, „die Frontlinie“ oder das Verb „aufoktroyieren“.
Im „Synodalen Weg“ der Deutschen Bischofskonferenz ist ebenfalls eine Tautologie versteckt: Synode heißt schon „gemeinsamer Weg“, worauf die Kardinäle Walter Brandmüller und Gerhard Müller hingewiesen haben. Oft sind solche Tautologien gleichzeitig auch Pleonasmen.
Als verwandte Erscheinung werden Tautologien in Form redundanter Akronyme verwendet, wie bei „HIV-Virus“ (HIV steht für Human Immunodeficiency Virus), „ABM-Maßnahme“ (ABM = Arbeitsbeschaffungsmaßnahme), „ABS-System“ (ABS = Antiblockiersystem), „ISBN-Nummer“ (ISBN = Internationale Standardbuchnummer), „LCD-Display“ (LCD = Liquid Crystal Display) oder „IGeL-Leistungen“ (IGeL = Individuelle Gesundheitsleistung). Sofern man diese Ausdrücke als Tautologien qualifiziert, dürfte die in ihnen enthaltene Redundanz eigentlich auf Un- oder Missverständnissen beruhen, aber sie sind in vielen Fällen durch eine weitgehende Lexikalisierung (Aufnahme in den Wortschatz) stilistisch unschädlich geworden.
Auch in anderen Sprachen existieren Tautologien. So lautet etwa das französische Wort für den Werwolf loup-garou, das sich aus dem französischen Wort für den Wolf „loup“ und dem Bestandteil garou zusammensetzt, welcher auf das altfränkische *wariwulf zurückgeht und denselben Ursprung wie das deutsche Werwolf hat. Buchstäblich übersetzt heißt das Wort also Wolf-Werwolf.